# Nederlandse Volks-Unie

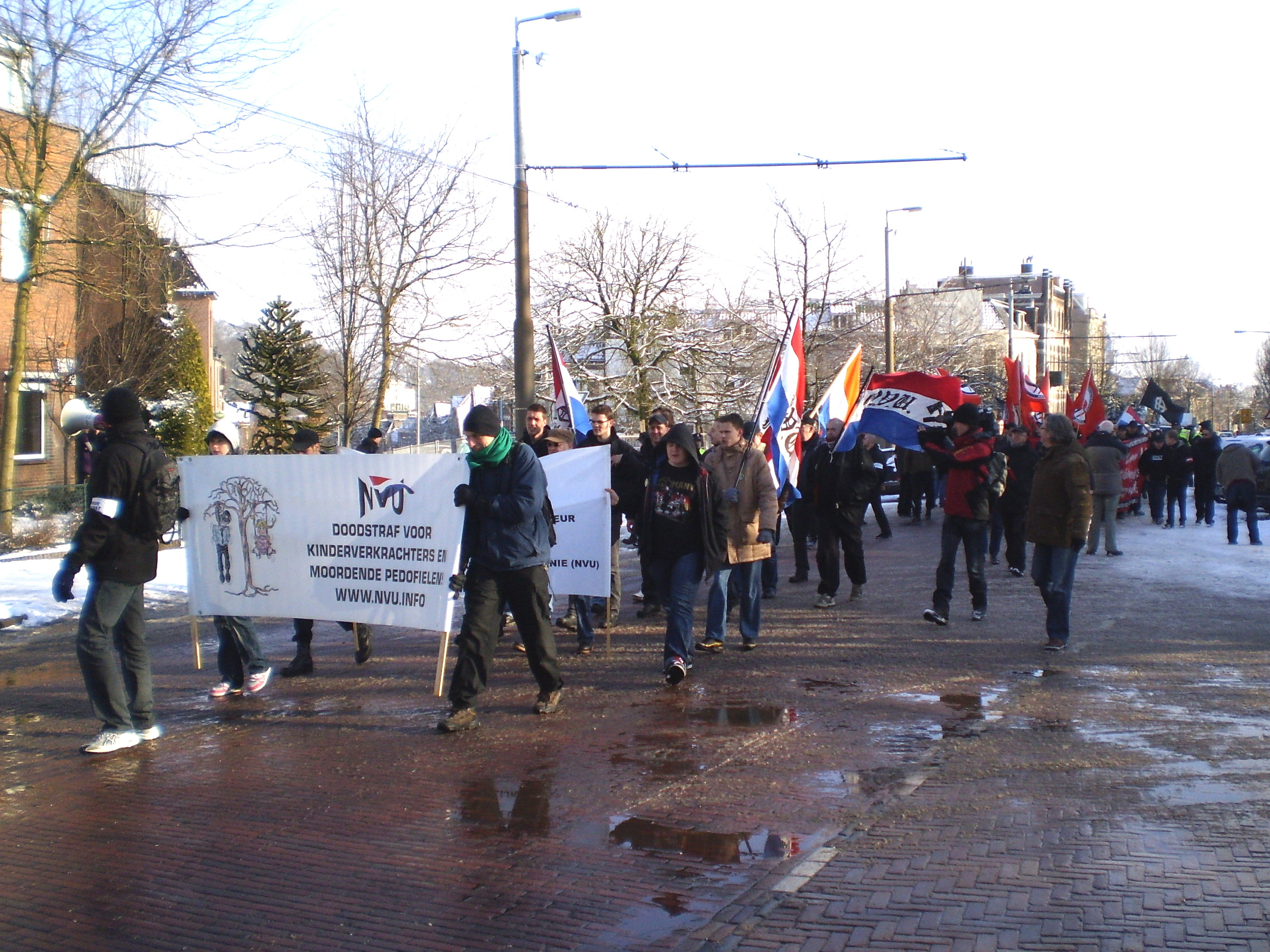
NVU-Marsch im Jahr 2010

Die Nederlandse Volks-Unie (deutsch Niederländische Volks-Union) ist eine neonazistische Partei in den Niederlanden.
Sie vertritt rassistische und nationalistische Ansichten. 
1971 wurde die Partei von Guus Looy gegründet. Der heutige Vorsitzende Constant Kusters ist regelmäßiger Gast auf deutschen NPD-Kundgebungen. Die NVU veranstaltet immer wieder kleinere Demonstrationen. In manchen Städten, wie zum Beispiel Apeldoorn und Oss erreichte die NVU bei Kommunalwahlen (2006) 1 Prozent der Stimmen.

## Programm
Die NVU fordert u. a. einen totalen Immigrationsstopp. Auch sollten sich Flandern und die Niederlande zu einem Großniederländischen Reich zusammenschließen. Ebenso wird eine kostenlose und bessere Bildung gefordert wie auch ein absolutes Verbot des Verkaufs weicher und harter Drogen. Weiterhin soll es keine Hindutempel, Moscheen oder Synagogen in den Niederlanden geben.

## Belege
1. ↑  http://tegenlicht.vpro.nl/nieuws/2006/februari/extreemrechts-in-nederland.html Beitrag des Senders VPRO vom 24. Februar 2006 zu "Extreemrechts in Nederland"
2. ↑  Archivierte Kopie (Memento vom 5. August 2011 im Internet Archive) Eigenbeitrag de NVU dazu (niederländisch)
3. ↑  Archivierte Kopie (Memento vom 24. Mai 2011 im Internet Archive)
4. ↑  Archivierte Kopie (Memento vom 29. Juli 2011 im Internet Archive) Kurzprogramm der NVU (niederländisch)